# Тенишева, Мария Клавдиевна
Княгиня Мари́я Кла́вдиевна Те́нишева (урождённая Пятковская, по отчиму — Мария Морицовна фон Дезен; в первом браке — Николаева; 20 мая [1 июня] 1858, Санкт-Петербург, Российская империя — 14 апреля 1928, Ла-Сель-Сен-Клу (пригород Парижа), Франция) — русская дворянка, общественная деятельница, художница-эмальерка, преподавательница, меценат и коллекционер. Основательница художественной студии в Петербурге, Рисовальной школы и Музея русской старины в Смоленске, ремесленного училища в Бежице, а также художественно-промышленных мастерских в собственном имении Талашкино. Представительница русского культурного национализма.

## Биография
Мария Пятковская родилась 20 мая (1 июня) 1858 года в Петербурге.
В 1869 году поступила в гимназию Марии Спешневой, обучение в которой велось по программам мужских реальных училищ. Увлеклась изучением иностранных языков, отечественной историей и естественными науками.

### Первый брак
В 1876 году вышла замуж за Рафаила Николаевича Николаева. У супругов родилась дочь, также названная Марией. Брак не сложился; вскоре Мария Клавдиевна с маленькой дочерью уехала в Париж к знаменитой Матильде Маркези учиться пению, так как имела хороший голос (меццо-сопрано). В Париже познакомилась с Иваном Тургеневым, Константином Маковским, написавшим её портрет, и Антоном Рубинштейном.
В 1885 году Мария Клавдиевна Николаева и Рафаил Николаевич Николаев развелись, их дочь, Мария Рафаиловна Николаева была определена в закрытый пансион. Впоследствии дочь отдалилась от матери, не поняв её выбор в сторону творческой самореализации.
Мария Клавдиевна Николаева поселилась в Талашкино, родовое имение своей близкой подруги Екатерины Святополк-Четверинской, где она открыла первую школу для крестьянских детей.

### Брак с Вячеславом Тенишевым. Занятия изобразительным искусством
В 1888 году уехала в Москву, предполагая выступать в театре. Познакомилась с Константином Станиславским, сыграла роль в поставленном им благотворительном спектакле. Через некоторое время по возвращении в Россию Мария Клавдиевна знакомится с крупным промышленником князем Вячеславом Николаевичем Тенишевым. В 1892 году Мария вступила в брак с ним (родные мужа бесприданницу не признали, и в родословную князей Тенишевых Мария Клавдиевна не была вписана). Супруги поселились недалеко от Бежицкого завода в имении Хотылёво, приобретённом князем Тенишевым в Брянском уезде Орловской губернии и расположенном на берегу реки Десны, где княгиней была основана одноклассная школа. Просветительская деятельность княгини Тенишевой началась с организации ремесленного училища близ Бежицкого завода (первый выпуск которого состоялся в мае 1896 года), столовой и клуба для рабочих завода.
Тенишева обладала великолепным художественным вкусом, чувствовала и любила искусство. «Настоящей Марфой Посадницей» назвал её Н. К. Рерих. Тенишева собирала акварели и была знакома с художниками Васнецовым, Врубелем, Рерихом, Малютиным, Бенуа, скульптором Трубецким и многими другими деятелями искусства. Ею была организована студия для подготовки молодых людей к высшему художественному образованию в Петербурге (1894—1904), где преподавал Репин. В то же время была открыта начальная рисовальная школа в Смоленске 1896—1899 годах. Во время пребывания в Париже Тенишева училась в Академии Жюлиана, серьёзно занималась живописью, коллекционированием. Коллекция акварелей русских мастеров была передана Тенишевой в дар Музею Александра III в Санкт-Петербурге.
Мария Клавдиевна субсидировала (совместно с С. И. Мамонтовым) издание журнала «Мир искусства», материально поддерживала творческую деятельность А. Н. Бенуа, С. П. Дягилева и других выдающихся фигур «Серебряного века». О сотрудничестве с Дягилевым княгиня впоследствии особо пожалела, о чём предупреждал её муж:

«А за Дягилева ручаюсь тебе, что ты ему так же интересна, как прошлогодний снег, ему нужны только средства…»

Заветной мечтой М. К. Тенишевой было эмалевое дело, в котором её ожидал огромный успех. Именно благодаря трудам Тенишевой и её исканиям было возрождено эмалевое дело, совместно с художником Жакеном были разработаны и получены более 200 тонов непрозрачной (опаковой) эмали, восстановлен способ изготовления «выемчатой» эмали. Труды Марии Клавдиевны были оценены по достоинству, и во Франции она была избрана действительным членом Общества изящных искусств в Париже и членом Союза декоративно-прикладного искусства в Париже. После выставки своих работ в Риме Тенишева получила Почётный диплом от итальянского Министерства народного просвещения и была избрана почётным членом Римского археологического общества.

### Мария Тенишева в Смоленске и Талашкино
Истинной страстью М. К. Тенишевой была русская старина. Собранная ею коллекция предметов русской старины была выставлена в Париже и произвела неизгладимое впечатление. Именно эта коллекция стала основой музея «Русская старина» в Смоленске. В 1911 году Тенишева передала в дар Смоленску первый в России музей этнографии и русского декоративно-прикладного искусства «Русская старина». По этому поводу ей лично было создано эмалированное блюдо с надписью «Московскому археологическому институту. Придите, владейте, мудрые. Блюдите скрытню сию и да будут во веки сокровища во граде Смоленске на служение народу русскому. Блюдо сие построила трудами своими княгиня Мария Тенишева в лето 1911 года». Тогда же Тенишева была удостоена звания почётной гражданки города Смоленска.
Тенишевы в своём доме в Петербурге собирали широкую творческую интеллигенцию, композиторов.

«На наших [музыкальных] вечерах [в Петербурге] участвовали Брандуков, Гофман, Скрябин, Ментер, Вержбилович, Ауэр, Аренский…»

Княгине Тенишевой довелось спеть у себя дома романсы П. И. Чайковского под фортепианный аккомпанемент самого автора. После чего Пётр Ильич был в восторге от особенного вокального исполнения княгини.
Одним из главных просветительских проектов в жизни Тенишевой стало Талашкино — родовое имение княгини Екатерины Константиновны Святополк-Четвертинской (урождённая Шупинская) (1857—1942), которое Тенишевы приобрели в 1893 году (управление делами было оставлено в руках бывшей хозяйки). Дружившие с детства Тенишева и Святополк-Четвертинская воплотили в Талашкино концепцию «идейного имения», то есть центра просветительства, возрождения традиционной народной художественной культуры и одновременно — развития сельского хозяйства.
В 1894 года Тенишевы приобрели недалеко от Талашкина хутор Флёново и открыли там уникальную по тем временам сельскохозяйственную школу, собрав превосходных преподавателей и богатейшую библиотеку. Использование самых передовых достижений аграрной науки позволило школе готовить высокоэффективных фермеров, которых требовала реформа Столыпина. Большое внимание княгиня уделяла созданию во Флёново храма Святого Духа. Идут споры о создателе архитектурного проекта храма. Среди наиболее распространённых версий авторство проекта самой княгини Марии Тенишевой. Известно, что значительную роль в создании проекта сыграли художник-портретист Сергей Малютин и основатель российской архитектурной фотографии Иван Барщевский. Автором плохо сохранившихся росписей интерьера храма и мозаики на фасаде над входом в храм является российский философ, художник, путешественник Николай Рерих.
Княгиня Тенишева была наполнена глубокими патриотическими чувствами, горела русской национальной идеей.

«А что же случилось с верхами? С так называемыми образованными сословиями? Случилось то, что они дали нам ряд поколений, лишенных патриотизма и презрительно и недоброжелательно относящихся ко всему русскому. Русское общество веками понемногу теряло свое достоинство, стало стыдиться самого себя, и в наши дни у большинства окончательно исчезло сознание русской национальной идеи».

«Мы больны, мы очень тяжко больны! Наша якобы молодая нация, не дойдя еще до зари своего рассвета, успела уже подгнить у самого корня и, как ветхий организм, разлагается! Страшно! Больно до слез, обидно…»

Остро переживала разложение церковных клириков, участвовавших в событиях, связанных с персоной Распутина.

«До чего мы дожили! Религия поругана, духовенство запугано, ум, способности людей обесценены, отброшены, как ненужный хлам, и на поверхность всплывают одни авантюристы за другими…»

### Княгиня Тенишева после 1905 года
В 1905 году из-за революционных событий Тенишева покинула Россию. Постепенно в Париж вывозилась и её коллекция. В Париже совместно с Сергеем Дягилевым была проведена выставка, на которой были представлены предметы декоративно-прикладного искусства из собрания Тенишевой. Париж захлестнула мода на русские мотивы.
Мария Клавдиевна помогала в снабжению фронта во время Первой мировой войны, в частности выращиванием и доставкой капусты (1916 год). Не только фронт, но и тылы находились в глубоком упадке, что крайне огорчало княгиню.

«А вот по сравнению с ними [купцами их детьми] крестьянин… Не зная даже слова „патриотизм“, он отдал родине все, что имел: своих сынов, свою последнюю скотину, свой посильный труд в лице копошащейся бабы с подростком на одинокой нивке, наконец, он отдал самое дорогое — свою жизнь!»

Княгиня видела предательство элит в России, которое особо проявилось в годы войны:

«Все эти либералы, социал-демократы и прочие — пустые краснобаи, не лучше других. Их громкие фразы о благе человечества лишь корка, под которой скрывалась обида неудачника или мелкая душонка, или все тот же карьеризм, в котором они обвиняли других. Я так часто видела, что слова их не сходились с делами… Усиленная пропаганда антимилитаризма, интернационализма и других „измов“ ослабила патриотический дух, вернее, уничтожила это вполне естественное чувство».

Тенишева твёрдо стояла на народных позициях, даже когда это было не модно и вызывало насмешки у некоторых зазнаек[стиль].

«Меня всегда коробит шутливая снисходительность по отношению к коренным недостаткам нашего русского характера, которые обыкновенно, в виде утешения, объясняют „славянской натурой“. Что это такое за „славянская натура“? Говорят, что особенностями этого нашего характера являются доброта, мягкость, доверчивость, добродушие, мечтательность и снисходительность. Без сомнения, такие черты были бы очень симпатичными, если бы они проявлялись в здравых границах благоразумия, в противном же случае они легко становятся недостатком, наносящим не только ущерб близким, но и вред обществу. В преувеличенной мере эти самые свойства легко вырождаются, и доброта превращается в слабость, мягкость — в бесхарактерность, доверчивость — в безалаберность, добродушие — в шаткость, мечтательность — в лень и, наконец, снисходительность — в беспринципность. Из всех наших сословий, я думаю, лишь крестьянство и духовенство ещё сохраняют в чистом, неискаженном виде эти стороны характера».

Из множества художников, с которыми приходилось контактировать М. К. Тенишевой были ментально близки и особо приятны М. А. Врубель и Н. К. Рерих.

«С Врубелем мы были большими приятелями. Это был образованный, умный, симпатичный, гениального творчества человек, которого, к стыду наших современников, не поняли и не оценили. Я была его ярой поклонницей и очень дорожила его милым, дружеским отношением ко мне; Такие таланты рождаются раз в сто лет, и ими гордится потомство».

«Из всех русских художников, которых я встречала в моей жизни, кроме Врубеля, это [Н. К. Рерих] единственный, с кем можно было говорить, понимая друг друга с полуслова, культурный, очень образованный, настоящий европеец, не узкий, не односторонний, благовоспитанный и приятный в обращении, незаменимый собеседник, широко понимающий искусство и глубоко им интересующийся».

Во время гражданской войны в России, после 26 марта 1919 года госпожа Тенишева вместе с самой близкой подругой Е. К. Святополк-Четвертинской, горничной Лизой и близким другом и помощником В. А. Лидиным покинула Россию в очередной раз, но уже навсегда, и уехала через Крым во Францию. Эмиграция произошла до эвакуации частей Русской армии и гражданского населения под руководством барона П. Н. Врангеля. Написанные в эмиграции и опубликованные в Париже уже после её смерти воспоминания княгини Тенишевой — «Впечатления моей жизни. Воспоминания» — охватывают период с конца 1860-х до новогодней ночи 1917 года.
Княгиня Тенишева скончалась 14 апреля 1928 года в парижском пригороде Ла-Сель-Сен-Клу. Похоронена на Старом кладбище Ла-Сель-Сен-Клу (могила расположена на 1-м участке Старого кладбища, у обелиска погибшим во время Первой и Второй Мировых войнах).

## Семья
- Мать — Мария Александровна Пятковская (урожд. Фелисова; 1829 — ?)
- Отец — Клавдий Стефанович Пятковский (1818—1867)
- Отчим — Мориц Петрович фон Дезен (1830—1878). Окончил Императорское училище правоведения в 1850 году. Обвенчался с матерью Марии Клавдиевны в 1860 году[10].
- 1-й брак (с 1876 г., в 1885 — развод) — Рафаил Николаевич Николаев (1853—1899), сын генерал-майора в отставке. Окончил Училище правоведения, действительный статский советник, почетный член Совета Санкт-Петербургских приютов.
  - Дочь — Мария Рафаиловна Николаева, в замужестве баронесса фон дер Остен-Сакен (1877— ?). Её муж — Иван Людвигович фон дер Остен-Сакен (1872—1909) покончил жизнь самоубийством, запутавшись в долгах.
    - Внучка — Ольга Ивановна фон дер Остен-Сакен (1903—?). После 1919 года — в эмиграции вместе с матерью
- 2-й брак (с 1892 года) — Вячеслав Николаевич Тенишев.

## Оценки деятельности
В некрологе, посвящённом Марии Клавдиевне, И. Я. Билибин писал:

Всю свою жизнь она посвятила родному русскому искусству, для которого сделала бесконечно много.

## Галерея
- М. К. Тенишева. Портрет работы И. Репина (1896)
- Музей «Русская старина» княгини Тенишевой в Смоленске. Ул. Тенишевой, 7
- Сергей Малютин. Теремок в Талашкино
- Аннотационная доска на улице, названной в честь Тенишевой в Смоленске

## Анекдоты
- По легенде Тенишева была внебрачной дочерью Александра II[6][11][a].

## Комментарии
1. ↑  Подробнее: Внебрачные дети русских императоров